# Metylovice
Metylovice település Csehországban, a Frýdek-místeki járásban. Metylovice Pržno, Pstruží, Baška, Frýdlant nad Ostravicí, Lhotka és Palkovice településekkel határos. Lakosainak száma 1799 fő (2024. január 1.).

## Népesség
A település lakosságának változását az alábbi diagram mutatja:
| Lakosok száma | 1279 | 1350 | 1515 | 1647 | 1549 | 1491 | 1741 | 1755 | 1764 | 1799 |
|               | 1869 | 1890 | 1921 | 1950 | 1980 | 2001 | 2017 | 2019 | 2022 | 2024 |